# GSC2542-408
GSC2542-408 — хімічно пекулярна зоря спектрального класу A, що має видиму зоряну величину в смузі V приблизно 11,0.
Вона  розташована на відстані близько 2695,5 світлових років від Сонця.